# Broeders van Onze-Lieve-Vrouw van Lourdes
Deze katholieke congregatie  (Latijn: Congregatio Fratrum Beatae Mariae Virginis de Lourdes) werd in 1830 in Ronse (België) gesticht door Modestus Stephanus Glorieux (Vlaams: Stefaan, Frans: Etienne). 